# Seins et Œufs
Seins et Œufs est un roman écrit en 2008 par l'écrivaine japonaise Mieko Kawakami. Il a reçu le prix Akutagawa en 2008.